# Svaryšov (Žár)

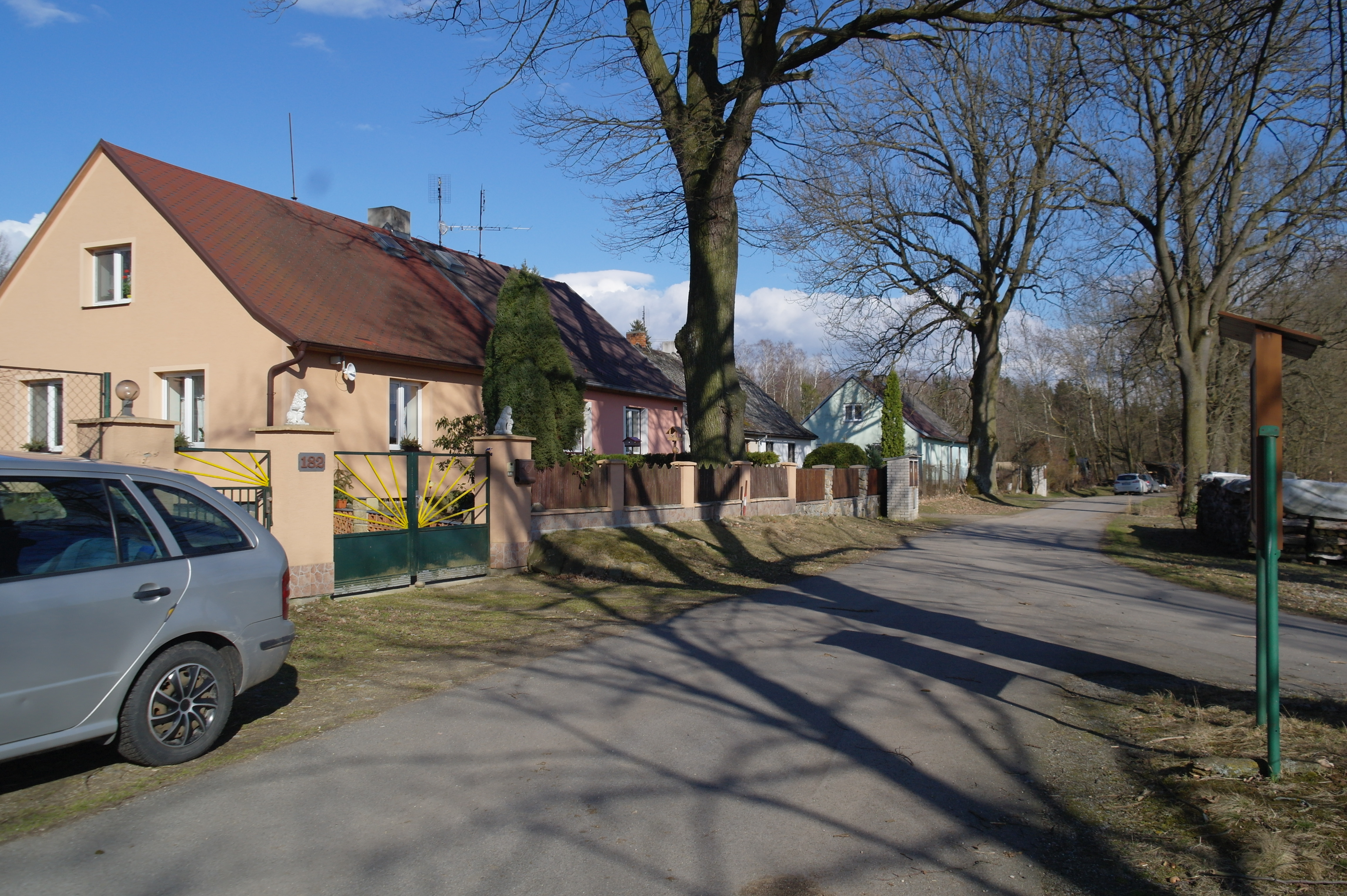
Ortsansicht

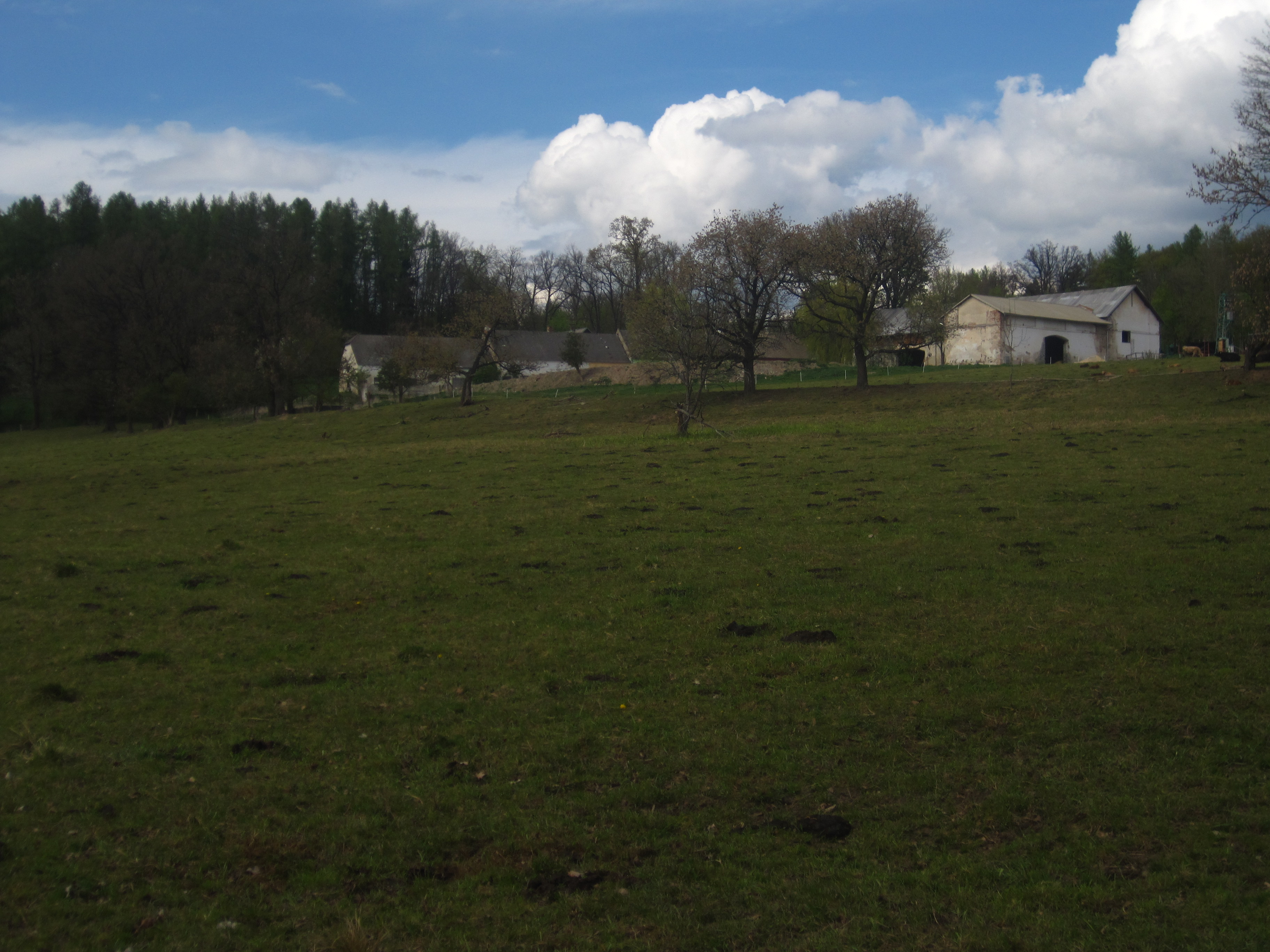
Blick von Süden auf den Hof

Svaryšov (deutsch Sworeschau) ist eine Grundsiedlungseinheit der Gemeinde Žár (Sohors bei Gratzen) im Okres České Budějovice in Tschechien. Die Rotte liegt dreieinhalb Kilometer westlich von Nové Hrady (Gratzen).

## Geographie
Die Siedlung Svaryšov befindet sich auf einer Anhöhe in den Novohradské podhůří (Gratzener Gebirgsvorland). In der Umgebung liegen zahlreiche Fischteiche, die von den Bächen Žárský potok und Janovský potok gespeist werden; der westlich gelegene Žárský rybník (Sohorser Teich) ist mit einer Fläche von 121 ha der größte von ihnen. Südöstlich erhebt sich der Krčínský vrch (Gritschauer Berg; 553 m n.m.), im Nordwesten die Výhledy (Prospect, 549 m n.m.). Südlich verläuft die Staatsstraße II/156 zwischen Nové Hrady und Trhové Sviny (Schweinitz).
Nachbarorte sind Buková (Buggau) und Janovka II (Johannesruh 2. Anteil) im Norden, Janovka I (Johannesruh 1. Anteil), Kapinos (Gabernost)  und Byňov (Böhmdorf) im Nordosten, Štiptoň (Winau) und Nové Hrady im Osten, Hlinov (Tonnberg), Krčín (Gritschau) und Cuknštejn (Zuckenstein) im Südosten, Humenice (Maierhof) und Svébohy (Zweiendorf) im Süden, Střeziměřice (Tritschmersch) und Božejov (Buschendorf) im Südwesten, Žumberk (Sonnberg) und Chudějov (Wieden) im Westen sowie Žár (Sohors bei Gratzen) im Nordwesten.

## Geschichte
Die erste schriftliche Erwähnung des Hofes Svaryšov erfolgte am 18. August 1359, als Witiko von Landstein das Gut Gratzen an die Herren von Rosenberger verkaufte. In einer Urkunde Karls IV. von 1362 über den Charakter des Lehns Gratzen ist der Hof als curia Swarzissow aufgeführt. 1379 ist ein Pflug Acker in Svaryšov als unmittelbares Zubehör der Burg Gratzen aufgeführt. Im Jahre 1467 wurde der dem Gratzener Burggrafen gehörige Hof als dvuor Svališuov bezeichnet. Nach dem Tod des letzten Rosenbergers Peter Wok fiel die Herrschaft Gratzen 1611 den Herren von Schwanberg zu. Wegen der Beteiligung des Peter von Schwanberg am Ständeaufstand von 1618 wurden dessen Güter 1620 konfisziert. Im Februar 1621 verlieh Ferdinand II. die Herrschaft Gratzen an seinen Feldherrn Charles Bonaventure de Longueval, Comte de Bucquoy, dessen Nachfahren den Besitz über mehr als drei Jahrhunderte hielten. Karl Philipp de Longueval errichtete 1669 auf den böhmischen Familiengütern ein Majorat. Im Jahre 1788 wurde der Hof als Sworischauer Meyerhof bezeichnet.
Im Jahre 1840 war der im Budweiser Kreis an der Straße von Gratzen nach Budweis gelegene Meierhof Sworischau nebst einer Schäferei nach Gritschau konskribiert. Pfarr- und Schulort war Gratzen. Bis zur Mitte des 19. Jahrhunderts blieb Sworischau Teil der Fideikommissherrschaft Gratzen.
Nach der Aufhebung der Patrimonialherrschaften bildete Sworeschau / Svařisov ab 1850 eine dem Ortsteil Gritschau / Krčín  der Gemeinde Zweiendorf / Svébohy im Gerichtsbezirk Gratzen zugerechnete Einschicht. 1868 wurde Sworeschau dem Bezirk Kaplitz zugeordnet.
Nach dem Ersten Weltkrieg zerfiel der Vielvölkerstaat Österreich-Ungarn, die  Einschicht wurde 1918 Teil der neu gebildeten Tschechoslowakischen Republik. Beim Zensus von 1921 wurde Sworeschau als ein zur Gemeinde Zweiendorf gehöriger Hof bezeichnet. Im Zuge der Bodenreform entstanden in den 1920er Jahren neben dem Hof einige Wohnhäuser. Nach dem Münchner Abkommen wurde Sworeschau im Oktober 1938 dem Deutschen Reich zugeschlagen und gehörte bis 1945 zum Landkreis Kaplitz. Nach dem Ende des Zweiten Weltkrieges kam Svařisov zur wiedererrichteten Tschechoslowakei zurück.
1949 erfolgte die Aufhebung des Okres Kaplice und die Umgliederung der Rottes in den Okres Trhové Sviny. Um 1950 erfolgte die Änderung des Ortsnamens in Svaryšov. Im Zuge der Gebietsreform von 1960 wurde die Gemeinde Svébohy aufgehoben; zugleich wurde Svaryšov von Krčín abgetrennt, nach Žár eingemeindet und dem Okres České Budějovice zugeordnet. Zum 1. Juli 1985 wurde Svaryšov nach Nové Hrady eingemeindet. Seit dem 24. November 1990 gehört Svaryšov wieder zur Gemeinde Žár. 1991 lebten in Svaryšov 19 Personen, beim Zensus von 2001 waren es 18.

## Ortsgliederung
Die Grundsiedlungseinheit Svaryšov gehört zum Ortsteil Žár und ist Teil des Katastralbezirks Žár u Nových Hradů.